# 東野尻村
東野尻村（ひがしのじりむら）は、かつて富山県東礪波郡にあった村。村名は中世に野尻郷に属していたことが由来である。

## 沿革
- 1889年（明治22年）4月1日 - 町村制の施行により、礪波郡苗加村及び野村島村の区域をもって、礪波郡東野尻村が発足する。
- 1896年（明治29年）3月29日 - 郡制の施行のため、礪波郡が分割して、東礪波郡が発足により、東礪波郡に所属となる。
- 1954年（昭和29年）1月15日 - 東礪波郡砺波町に編入する。